# Бринкман, Александр Александрович
Алекса́ндр Алекса́ндрович Бри́нкман (26 июля 1869 — 13 сентября 1936) — российский юрист, адвокат, правовед.

## Биография
В 1892 г. окончил юридический факультет Московского университета. В 1892—1905 годах служил в Министерстве внутренних дел. В 1905—1906 годах помощник присяжного поверенного округа Виленской судебной палаты в Минске. С 1906 г. служил в Санкт-Петербургской судебной палате (помощник присяжного поверенного, с 1907 г. — присяжный поверенный округа); затем до 1917 года — присяжный стряпчий при Санкт-Петербургском коммерческом суде.
Биографические данные о Бринкмане достаточно скудны, однако его научное наследие изучалось, некоторые работы переиздаются.

## Научная деятельность
Печатался в «Вестнике права», «Юридической газете», «Журнале Министерства Юстиции», «Вестнике гражданского права», «Праве», журнале «Пролетарская революция и право».
Основные труды — по гражданской правоспособности, праву собственности и наследственному праву:
- Аграрный вопрос и народное правосознание // Вестник права. — 1905. — Кн. 10. — С. 39-60.[3]
- Душевная болезнь и фактическая дееспособность : к вопросу о пределах кассационной поверки // Журнал Министерства юстиции. — 1910. — № 5. — С. 141—150.[4]
- Завещание нисходящим родового имения // Вестник гражданского права. — 1916. — № 1. — С.134-138.[5]
- Замечания по крестьянскому вопросу : Докл. Мин. губ. совещ. — Б. м., 1905. — 30 с.[6]
- Имущественная ответственность сумасшедших за убытки // Журнал Министерства юстиции. — 1909. — [№ 5; 6]. — С. 189—194.[7]
- К вопросу о ликвидации сервитутных отношений // Вестник права. — 1906. — [Кн. 1, 2]. — С. 344—372.[8]
- К вопросу об объеме прав опеки, учрежденной над имуществом умершего // Журнал Министерства юстиции. — 1913. — № 2. — С. 161—168.[9]
- К деятельности поземельно-устроительных комиссий в западных губерниях // Право. — 1906. — [№ 1-14, 16-52]. — С. 3500-3510.[10]
- К толкованию 684 статьи X т. 1 ч. // Журнал Министерства юстиции. — 1907. — № 9. — С. 206—210.[11]
- Коллизия разноместных законов об опеке // Вестник Гражданского права. — 1913. — Вып. 6. — С.173-182.[12]
- Неполномочные законы : (к психологии рус. исполнит. власти) // Российская политическая наука / редкол.: Т. А. Алексеева [и др.]; под общ. ред. А. И. Соловьева. — М. : РОССПЭН, 2008. — Т. 1 : XIX — начало XX в. — С. 93-105. — 1000 экз. — ISBN 978-5-8243-1038-2
- Ограничение правоспособности по безумию и сумасшествию // Журнал Министерства юстиции. — 1908. — № 6. — С. 123—139.[13]
- Пролетарская революция и право. — M.: Издание НКЮ, 1919. — № 2—4.
- Раздел и крепостные пошлины // Вестник гражданского права. — 1917. — Вып. 1. — С. 158—161.[14]
- Специальные аграрные законы в западном крае // Вестник права. — 1906. — Кн. 3. — С. 141—178.[15]